# Arne Næss
Arne Dekke Eide Næss (Slemdal, 27 de janeiro de 1912 – Oslo, 12 de janeiro de 2009) foi um filósofo e ecologista norueguês, famoso por ter cunhado o termo "deep ecology" (ecologia profunda). Foi um importante intelectual e uma figura inspiradora para o movimento ambientalista do fim do século XX. Næss cita o livro Primavera Silenciosa, de Rachel Carson, como uma grande influência em sua visão da ecologia profunda. O filósofo combina sua visão ecológica com não-violência Gandhiana e, em diversas ocasiões, participou em ações diretas.
Næss afirmou que, enquanto grupos ambientalistas ocidentais do início do período pós-guerra haviam atraído a atenção do público para os problemas ambientais da época, falhavam em conhecer e abordar o que ele dizia serem as causas culturais e filosóficas por trás destes problemas. Næss acreditava que a crise ambiental do século XX havia surgido devido a certas pressuposições filosóficas e atitudes não-ditas no contexto das sociedades ocidentais modernas e desenvolvidas, que continuavam a não ser reconhecidas.
Ele então cunhou a distinção entre o que chamou pensamento ecológico raso e profundo. Em comparação com o pragmatismo utilitário dos governos e organizações privadas ocidentais, ele defendia que uma percepção verdadeira da natureza promoveria um ponto de vista que apreciaria o valor da biodiversidade, compreendendo que cada ser vivo é dependente da existência de outras criaturas na complexa rede de interrelações que é o mundo natural.

## Biografia
Formado em filosofia em 1933, foi o professor mais jovem já contratado pela Universidade de Oslo, com apenas 27 anos. Næss, iniciou seus estudos em ecologia no início da década de 1970 e em 1973 formulou o conceito de ecologia profunda, onde afirma que a humanidade é como mais um fio na teia da vida, cada elemento da natureza, inclusive a humanidade, deve ser preservado e respeitado para garantir o equilíbrio do sistema da biosfera.
Arne Næss era irmão mais novo do armador Erling Næss e tio do alpinista e multimilionário Arne Næss Jr. (ex-marido da cantora americana Diana Ross).

## Trabalhos selecionados
- Næss, Arne (1936). Erkenntnis und wissenschaftliches Verhalten. Col: Skrifter utg. av det Norske videnskaps-akademi i Oslo. 2. Hist.-filos. klasse, 1936 (em alemão). 1. Oslo: I kommisjom hos J. Dybwad. OCLC 5916296
- Næss, Arne (1938). "Truth" as Conceived by Those Who Are Not Professional Philosophers. Col: Skrifter utg. av det Norske videnskaps-akademi i Oslo, II. Hist.-filos. klasse, 1938, no. 4. Oslo: I. kommisjon hos J. Dybwad. OCLC 1021167
- Næss, Arne (1953). Interpretation and Preciseness: A Contribution to the Theory of Communication. Col: Skrifter utg. av det Norske videnskaps-akademi i Oslo. 2. Hist.-filos. klasse, 1953, no. 1. Oslo: I kommisjon hos J. Dybwad. OCLC 3195596
- Næss, Arne; Christophersen, Jens A.; Kvalø, Kjell (1956). Democracy, Ideology, and Objectivity: Studies in the Semantics and Cognitive Analysis of Ideological Controversy. Oslo: Published for the Norwegian Research Council for Science and the Humanities by University Press. OCLC 1942421
- Næss, Arne (1958). «A systematization of Gandhian ethics of conflict resolution». Journal of Conflict Resolution. 2 (2): 140–155. JSTOR 172972. doi:10.1177/002200275800200202
- Næss, Arne (1965). Gandhi and the Nuclear Age. Totowa, NJ: Bedminster Press. OCLC 368861
- Næss, Arne (1966). Communication and Argument: Elements of Applied Semantics. Traduzido por Alastair Hannay. Totowa, NJ: Bedminster Press. OCLC 1012411
- Næss, Arne (1968) [1965]. Four Modern Philosophers: Carnap, Wittgenstein, Heidegger, Sartre. Traduzido por Alastair Hannay. Chicago: University of Chicago Press. OCLC 252616 Translation of Moderne filosofer.
- Næss, Arne (1968). Scepticism. Col: International Library of Philosophy and Scientific Method. New York: Humanities Press. OCLC 1283
- Næss, Arne (1973). «The shallow and the deep, long‐range ecology movement: a summary» (PDF). Inquiry: An Interdisciplinary Journal of Philosophy. 16 (1-4): 95–100. doi:10.1080/00201747308601682
- Næss, Arne (1975) [1972]. Freedom, Emotion and Self-Subsistence: The Structure of a Central Part of Spinoza's Ethics. Col: Filosofiske problemer. 42. Oslo: Universitetsforl. ISBN 8200014592. OCLC 3841538
- Næss, Arne (outono de 1984). «A defence of the deep ecology movement». Environmental Ethics. 6 (3): 265–270. doi:10.5840/enviroethics19846330
- Næss, Arne (inverno de 1986). «The deep ecological movement: some philosophical aspects». Philosophical Inquiry. 8 (1/2): 10–31. doi:10.5840/philinquiry198681/22
- Naess, Arne (1987). «Self-realization: an ecological approach to being in the world». The Trumpeter. 4 (3): 35–42
- Næss, Arne (1989) [1976]. Ecology, Community and Lifestyle: Outline of an Ecosophy. Traduzido por David Rothenberg. Cambridge, UK; New York: Cambridge University Press. ISBN 0521344069. OCLC 17621528. doi:10.1017/CBO9780511525599 "Not a direct translation of Arne Naess' 1976 work, Økologi, samfunn, og livsstil, but rather a new work in English, based on the Norwegian, with many sections revised and rewritten by Professor Naess".
- Rothenberg, David; Næss, Arne (1993). Is It Painful to Think?: Conversations with Arne Næss. Minneapolis: University of Minnesota Press. ISBN 0816621519. JSTOR 10.5749/j.ctttspr2. OCLC 25631774
- Witoszek, Nina; Brennan, Andrew, eds. (1999). Philosophical Dialogues: Arne Næss and the Progress of Ecophilosophy. Lanham, MD: Rowman & Littlefield. ISBN 084768928X. OCLC 39157669
- Næss, Arne; Haukeland, Per Ingvar (2002) [1998]. Life's Philosophy: Reason & Feeling in a Deeper World. Traduzido por Roland Huntford. Athens, GA: University of Georgia Press. ISBN 0820324183. JSTOR j.ctt46n9qm. OCLC 48642579
- Glasser, Harold, ed. (2005). The Selected Works of Arne Naess, Volumes 1–10. [S.l.]: Springer-Verlag. ISBN 9781402037276. OCLC 62309695. doi:10.1007/978-1-4020-4519-6 (Review by David Orton, 2006)
  - Vol. 1: Interpretation and Preciseness: A Contribution to the Theory of Communication
  - Vol. 2: Scepticism: Wonder and Joy of a Wandering Seeker
  - Vol. 3: Which World Is the Real One?: Inquiry into Comprehensive Systems, Cultures, and Philosophies
  - Vol. 4: The Pluralist and Possibilist Aspect of the Scientific Enterprise: Rich Descriptions, Abundant Choices, and Open Futures
  - Vol. 5: Gandhi and Group Conflict: Explorations of Nonviolent Resistance, Satyāgraha
  - Vol. 6: Freedom, Emotion, and Self-Subsistence: The Structure of a Central Part of Spinoza's Ethics
  - Vol. 7: Communication and Argument: Elements of Applied Semantics
  - Vol. 8: Common Sense, Knowledge, and Truth: Open Inquiry in a Pluralistic World: Selected Papers
  - Vol. 9: Reason, Democracy, and Science: Understanding Among Conflicting Worldviews: Selected Papers
  - Vol. 10: Deep Ecology of Wisdom: Explorations in Unities of Nature and Cultures: Selected Papers
- Drengson, Alan R.; Devall, Bill, eds. (2008). Ecology of Wisdom: Writings by Arne Naess. Berkeley, CA: Counterpoint. ISBN 9781582434018. OCLC 180574094